# Warnstorfia serrata
Warnstorfia serrata là một loài Rêu trong họ Amblystegiaceae. Loài này được (Lindb.) Wheld. miêu tả khoa học đầu tiên năm 1922.